# King Creole (canción)
King Creole es una canción escrita por Jerry Leiber y Mike Stoller.  La canción fue grabada por Elvis Presley en 1958, y sentó las bases para la película de drama musical, King Creole. La canción está basada en King Creole, un cantante y guitarrista de Nueva Orleans que dominaba todos los diferentes estilos de rock and roll. 
La canción fue lanzada como sencillo en el Reino Unido en 1958 y alcanzó el número 2 en las listas de éxitos británicas.  En 2007, el sencillo fue relanzado y pasó una semana en el puesto número 15. 

## Historia
La canción trata sobre un hombre de ascendencia criolla que es un artista callejero independiente en Nueva Orleans. El hombre de la canción, que tiene el apodo de King Creole, es conocido por su estilo de tocar la guitarra en solitario. Se dice en la canción que "sostiene su guitarra como una metralleta", lo que da la idea de que "King Creole" usaba un agarre en su guitarra que implicaba mantener el cuerpo de la guitarra cerca del centro de su pecho, por lo tanto, sostenía el mástil de la guitarra con un brazo extendido, aunque no se da información sobre qué brazo usaba. Se puede inferir de la canción que King Creole usaba una guitarra eléctrica, ya que la canción menciona el bending de cuerdas y el rock and roll, un género que no suele tocarse como principal en la guitarra acústica. La canción también afirma que King Creole tocaba un repertorio de canciones muy completo y tocaba música ligera, oscura, seria y sin sentido. 
En 2010, Sony Music lanzó una versión remix de la canción en el álbum Viva Elvis, utilizado para el espectáculo del Cirque du Soleil .  La banda de rock mexicana Los Teen Tops incluyó una versión en español en su álbum debut de 1960.